# Ruben Örtegren
Ruben Örtegren (n. 19 octombrie 1881, Stockholm, Suedia-Norvegia – d. 27 februarie 1965) a fost un trăgător de tir ce a reprezentat Suedia, medaliat olimpic. A participat la o ediție a Jocurilor Olimpice (1912) în care a câștigat o medalie de argint.

## Participări
Lista de mai jos prezintă principalele competiții la care a participat Ruben Örtegren de-a lungul carierei.
- shooting at the 1912 Summer Olympics – men's 50 metre team small-bore rifle[*]